# Битва при Мардж-Уюне
Битва при Мардж-Уюне или Битва при Мердж-Аюне состоялась 10 июня 1179 года близ Мердж-Аюна между отрядами Салах ад-Дина и Иерусалимского королевства. Отряд крестоносцев был разбит, король Балдуин IV Иерусалимский едва избежал плена.

## Предыстория
В 1177 году войско Салах ад-Дина вторглось в Иерусалимское королевство из Египта. В том же году король Балдуин IV Иерусалимский неожиданно разбил сарацинов в битве при Монжизаре.
В 1179 году Салах ад-Дин вновь вторгся в государства крестоносцев со стороны Дамаска. Он расположил свои войска в Баниасе и послал диверсионные силы грабить деревни в окрестностях Сидона. Крестьяне и горожане, обездоленные в результате нападения сарацин, были более не в состоянии платить арендную плату франкским феодалам. Продолжение набегов серьёзно ослабляло государства крестоносцев.
В ответ Балдуин IV Иерусалимский перевел свои войска в Тверию на берегу Галилейского моря. Оттуда он отправился на северо-запад к крепости Цфат. По пути он вышел к замку Торон в 13 км к юго-востоку от Тира. Дальше король отправился вместе с тамплиерами во главе с Одо де Сент-Аманом и войсками из графства Триполи во главе с графом Раймундом III.

## Ход битвы
С холмов у побережья крестоносцы увидели палатки Салах ад-Дина. Балдуин IV Иерусалимский и его телохранители решили спуститься на равнину и немедленно вступить в бой. Поскольку крестоносцы начали движение вниз, к берегу, всадники вскоре перегнали пехотинцев. После задержки на несколько часов крестоносцы вновь объединилась и легко разгромили отряды сарацинов, возвращавшиеся из набегов.
Полагая, что битва выиграна, франки потеряли бдительность. Рыцари Раймунда III и тамплиеры поднялись на возвышенность между Мердж-Аюном и рекой Литани. Пехота же отдыхала после дневного марша.
Неожиданно основной отряд Салах ад-Дина атаковал крестоносцев, полностью их разгромив. Одо де Сент-Аман был пленен в сражении. Балдуин IV Иерусалимский едва избежал плена. Будучи не в состоянии сесть на коня из-за болезни, он был спасен одним из телохранителей, выведшим его в безопасное место сквозь толпу сражавшихся воинов. Выжившие крестоносцы бежали в укрытие в замок Бофор (Калаат аш-Шакиф Арнун), расположенный в 5 км к юго-западу от поля боя.

## Последствия
Салах ад-Дин немедленно воспользовался своей победой, уничтожив недавно построенный замок Ле Шастейе (см. битве у брода Иакова). После поражения при Мердж-Аюне крестоносцы стали более осторожными и в следующих сражениях у замка Бельвуар и при Аль-Фуле занимали оборонительные позиции.